# Bonza (compagnie aérienne)
Here for Allstralia
Bonza (Code IATA : AB ; code OACI : BNZ) est une compagnie aérienne à bas prix australienne créée en 2021 dont le siège social est situé à Marcoola, dans la Sunshine Coast. Les opérations ont commencé après le début de 2023. Elle exploite des vols entre des destinations régionales et urbaines en Australie.
Le 30 avril 2024, Bonza annonce l'ouverture de la procédure de redressement judiciaire et a suspendu toutes ses opérations. Le 2 juillet 2024, elle entre en liquidation judiciaire.